# Jadranka Šturm Kocjan
Jadranka Šturm-Kocjan, slovenska političarka, poslanka ter profesorica psihologije in pedagogike, * 20. december 1952.

## Življenjepis
Leta 1992 je bila izvoljena v 1. državni zbor Republike Slovenije; v tem mandatu je bila članica naslednjih delovnih teles:
- Komisija za poslovnik,
- Komisija za narodni skupnosti,
- Komisija za žensko politiko,
- Odbor za mednarodne odnose in
- Odbor za kulturo, šolstvo in šport.